# Pantoporia cyrilla
Pantoporia cyrilla är en fjärilsart som beskrevs av Felder 1863. Pantoporia cyrilla ingår i släktet Pantoporia och familjen praktfjärilar. Inga underarter finns listade i Catalogue of Life.